# Joseph Oosting
Joseph Oosting (Emmen, 29 januari 1972) is een Nederlands voetbaltrainer en voormalig profvoetballer.

## Loopbaan
Als profvoetballer speelde Oosting voor FC Emmen, BV Veendam en opnieuw FC Emmen. Hij beëindigde zijn loopbaan in 2006. Na zijn spelersloopbaan heeft hij bij Emmen diverse functies bekleed. Hij trainde al op jonge leeftijd de jeugd, was bij de club hoofd opleidingen en was assistent bij het eerste. Oosting zijn eerste zelfstandige trainersklus was in Coevorden bij CVV Germanicus. Daarna werd hij hoofdtrainer van het Assense ACV en in Emmen bij WKE '16. Bij de laatste club veroverde Oosting, samen met zijn broers Berend en Hendrik, de landstitel bij de amateurs.
In 2014 trad hij in dienst als jeugdtrainer van SBV Vitesse. Oosting ontfermde zich er eerst over de onderbouw. Daarna ging hij aan de slag als coach van Vitesse onder 19. Hij won de nationale beker en bracht het elftal terug op het hoogste landelijke niveau. Als vervolgstap koos hij een avontuur bij amateur topper HHC Hardenberg. Na elf wedstrijden werd hij ontslagen wegens tegenvallende resultaten. Hij keerde daarna terug in Arnhem  als coach van Jong Vitesse. Zo werkte Oosting met spelers als Mason Mount, Mitchell van Bergen en Thomas Buitink. Ook werd het kampioenschap in de derde divisie binnengehaald. Nadat Henk Fraser in 2018 werd ontslagen was hij korte tijd assistent van Edward Sturing bij het eerste elftal van de club. Het duo leidde Vitesse naar Europees voetbal. Toen trainer Leonid Sloetski eind 2019 werd ontslagen, kreeg Oosting tijdelijk de leiding over het team. De Drent bleef in drie competitiewedstrijden en een bekerwedstrijd ongeslagen. Na deze korte interim-periode bleef Oosting als assistent-trainer betrokken bij het eerste elftal. Nicky Hofs werd aangesteld als trainer van Jong Vitesse. 
In 2021 werd Oosting als hoofdtrainer aangesteld bij RKC Waalwijk. Hij tekende een contract tot de zomer van 2023. Bij de club met een van de laagste begrotingen in de Eredivisie behaalde hij in zijn eerste seizoen een tiende plek in de competitie. In december 2022 verlengde hij zijn contract met twee seizoenen. Desondanks tekende hij in april 2023 een contract tot 2025 bij FC Twente. Oosting maakte de overstap in de zomer van 2023.